# Alexandru Ziffer
Alexandru Ziffer (în maghiară Sándor Ziffer; n. 5 mai 1880, Eger, Heves, Ungaria – d. 8 septembrie 1962, Baia Mare, România) a fost un pictor maghiar activ în prima parte a secolului al XX-lea.

## Familia și copilăria
A fost fiu al învățătorului Eduard Ziffer și curând după naștere familia se mută la Ujpest, orășel înglobat în capitala Budapesta. Copil precoce, la 5 ani termină clasa întâi, dovedind aptitudini muzicale evidente. Se îmbolnăvește însă de scarlatină, pierzându-și auzul în mare parte și rămâne cu un picior mai scurt. În fața acestei situații se va îndepărta de muzică și se va preocupa de desen. La Viena, unde era dus pentru tratament, copiază asiduu tablourile maeștrilor aflați în muzee. La 15 ani învață la Școala de arte decorative din Budapesta. Nu termină școala, dar pleacă la München la Academie, urmând a picta apoi la școala particulară a pictorului Raup. Se întoarce la Budapesta și se înscrie la școala particulară a lui Simon Hollósy (1857-1918). Cu aceasta se poate spune că instruirea cu profesori s-a terminat.

## Familia,  afilieri și funcții oficiale
- În 1906 vine la Baia Mare, unde mai târziu își va stabili și domiciliul.
- In anul următor lucreză în Bretagne, la Moëlan.
- În 1911 se căsătorește cu pictorița germană Khäte Beckhaus.
- 1926 - primește funcția de profesor la Școala liberă de pictură de la Baia Mare la care va renunța în anul următor.
- 1931  - se desparte oficial de Societatea pictorilor din Baia Mare.
- 1936 - este ales vicepreședinte al Sindicatului artiștilor plastici din Ardeal și Banat, creat în acel an.
- 1945 - moare soția artistului.
- 1949 - se căsătorește cu Cornelia Brînzei.
- 1950 - i se acordă pensie personală.
- 1954 - primește Ordinul Muncii.
- 1957 - i se conferă titlu de Maestru emerit al artei, cel mai înalt titlu pentru artiștii plastici.
- Moare la Baia Mare la 8 septembrie 1962.
- 1968 - postum apare singura lucrare monografică dedicată pictorului, pe baza căreia s-a realizat acest medalion.
- După anul 2000, Muzeul de artă din Baia Mare a cumpărat de la licitații internaționale lucrări semnate de Alexandru Ziffer și de Khäte Beckhaus-Ziffer. În presa maghiară a timpului artistul este pomenit și ca Sandor Ziffer, lucrările lui fiind prezente în licitațiile din această țară ca și din România.

## Expoziții și călătorii
- 1904 - expune 5 tablouri la expoziția școlii  lui Simon Hollósy.
- 1906 - expune la Salonul Independenților de la Paris.
- 1907 - face același lucru, dar mai expune și la Galeria de artă de la Budapesta.
- 1908,1909 -  expune la societatea budapestană MIENK.
- 1910, 1911 -  expune la Salonul Independenților de la Paris. Expune și la Salonul de toamnă.
- 1912- participă cu 12 tablouri la expoziția jubiliară a Coloniei artistice de la Baia Mare.
- 1913 - expune la  Galeria de artă de la Budapesta.
- 1914 - expune la München în cadrul grupării Secession. Expune un tablou la expoziția mondială de la San Francisco.
- 1918 - expoziție personală la Cluj.
- 1921 - particpipă la Salonul de artă ardeleană din același oraș.
- 1926 - Are o expozițiie personală la Cluj.
- 1928 - participă la Salonul Oficial de la București cu un portret al poetului Ion Minulescu.
- 1928- expoziție la Berlin la Galeria Gurlitt.
- 1929 - expoziție la Hamburg, cu tablourile care au fost expuse la Berlin.
- 1930 - expoziție personală la muzeul din Kosice (Cehoslovacia).
- 1931 - expoziție personală la Satu Mare.
- 1932 - expoziție personală la Baia Mare și la Satu Mare.
- 1946 - expune la Cluj.
- 1947 - expune la Salonul ardelean.
- 1957 - retrospectivă la Baia Mare, itinerată și la Cluj.
- 2009 - Expoziția Culorile avangardei, Arta în România 1910-1950, curator Erwin Kessler, care conține și tablouri realizate de Ziffer  este itinerată la Lisabona și Praga, în 2011 la Roma.
- 2014 - Expoziția Pictori evrei în colecțiile Muzeului Național Bruckenthal.

## Distincții
- titlul de Maestru emerit al artei din Republica Populară Romînă (15 mai 1957) „pentru merite deosebite în activitatea artistică, pedagogică, precum și în munca din alte domenii ale culturii”[5]